# Eleccions a governador de Hokkaidō de 1959
Les eleccions a governador de Hokkaidō de 1959 (1959年北海道知事選挙, 1959-nen Hokkaidō Chiji Senkyo) foren unes eleccions per tal de renovar el càrrec de governador de Hokkaidō per un nou mandat de quatre anys i celebrades el 23 d'abril de 1959, dins del marc de les eleccions locals unificades del Japó de 1959. El triomfador dels comicis fou Kingo Machimura, membre del Partit Liberal Democràtic (PLD), de centre-dreta. Aquesta victòria suposà la fi del govern socialista regional, entre els anys 1947 i 1959.
La participació fou del 80,94 percent dels votants, un lleuger augment amb respecte als anteriors comicis de 1955. Aquestes foren les primeres eleccions des de les primeres de 1947 en les quals no participà el socialista i fins aleshores governador Toshibumi Tanaka, qui havia decidit no presentar-se a la reelecció. En el seu lloc, el Partit Socialista del Japó (PSJ), va presentar com a candidat a Setsuo Yokomichi, fins a eixe moment diputat per Hokkaidō a la Cambra de Representants del Japó. Per la seua banda, el PLD, de centre-dreta, va decidir presentar com a candidat a Kingo Machimura, antic alt funcionari i aleshores diputat per la mateixa circumscripció que el socialista Yokomichi. Finalment, Machimura es convertí en el primer governador conservador electe de Hokkaidō en derrotar el socialista Yokomichi per un marge de 128.853 vots.

## Candidats
| Candidat | Candidat         | Edat | Partit                     | Professió |
| -------- | ---------------- | ---- | -------------------------- | --------- |
|          | Setsuo Yokomichi | 48   | Partit Socialista del Japó | Polític   |
|          | Kingo Machimura  | 58   | Partit Liberal Democràtic  | Polític   |
|          | Toshiyo Oda      | 52   | Independent                | n/a       |

## Resultats
| Candidat     | Candidat         | Partit                     | Percentatges | Percentatges |
| Candidat     | Candidat         | Partit                     | Vots         | %            |
| ------------ | ---------------- | -------------------------- | ------------ | ------------ |
|              | Kingo Machimura  | Partit Liberal Democràtic  | 1.092.456    | 52,8         |
|              | Setsuo Yokomichi | Partit Socialista del Japó | 963.603      | 46,6         |
|              | Toshiyo Oda      | Independent                | 13.370       | 0,6          |
| TOTAL        | TOTAL            |                            | 2.069.429    | n/a          |
| PARTICIPACIÓ | PARTICIPACIÓ     |                            | 2.120.389    | 80,94        |
| CENS         | CENS             |                            | 2.619.764    | 100          |